# Dia Nacional do Amigo da Marinha
O Dia Nacional do Amigo da Marinha é uma data comemorativa da Marinha do Brasil celebrada no dia 6 de novembro de cada ano, data natalícia do Ex-Ministro da Marinha, Almirante de Esquadra Maximiano Eduardo da Silva Fonseca, responsável pela criação da Sociedade Amigos da Marinha e sua expansão pelo Brasil.
Nesta data, é entregue a Medalha Amigo da Marinha pelos distritos navais, criada em 31 de agosto de 1966 através do Aviso do Ministro da Marinha n.º 1.939, que tem por objetivo reconhecer personalidades civis e militares, bem como instituições que voluntariamente tenham se distinguido no relacionamento com a Marinha e na divulgação da mentalidade marítima.

## Site oficial
- Site oficial dos Amigos da Marinha